# Сцепинский, Юрий Евгеньевич
Юрий Евгеньевич Сцепинский (7 сентября 1935 — 7 марта 2022) — доктор экономических наук, профессор; генерал-майор, член-корреспондент РАЕН, академик Академии военных наук.

## Биография
В 1958 г. окончил физический факультет Саратовского государственного университета, в 1968 г. — кандидат технических наук, в 1982 г. — доктор экономических наук, профессор; генерал-майор СВР в отставке с сентября 2000 г., член-корреспондент РАЕН, академик Академии военных наук.
В 1958—1964 гг. — работал в НИИ-4 Министерства обороны СССР. В 1966—1967 — стажировался в Лондонском университете; 1968—1972 — возглавлял работы по советско-германскому контракту в Министерстве приборостроения, средств автоматизации и систем управления СССР.
В 1972—1989 — старший научный сотрудник, заместитель директора Центрального экономико-математического института АН СССР.
В 1990—1991 гг. — один из авторов концепции безопасности России и закона РФ 1992 г. «О безопасности».
В 1991—1994 — директор Российского института стратегических исследований.
С 1995 года — советник Федеральной службы по валютно-экспортному контролю РФ, в 1996 году — советник министра юстиции РФ, затем советник министра внутренних дел РФ, уполномоченный Председателя правительства РФ по привлечению инвестиций в российскую экономику, 2000—2005 гг. — советник Председателя Счетной палаты РФ.
2001—2012 гг. — эксперт Федеральной Службы по военно-техническому сотрудничеству с иностранными государствами.
2003—2010 гг. — вице-президент Международного делового клуба «Экономист».
С 2002 г. — советник генерального директора НПО «Омский радиозавод им А. С. Попова».
С 2013—2016 гг. — председатель Совета директоров Группы компаний «Дукс».
Вел активную научно-исследовательскую и преподавательскую работу. Являлся членом Международного института мира (IIP) в Вене (Австрия).
Умер 7 марта 2022 года, захоронен на Федеральном военном мемориале.

## Научная деятельность
Автор специальных исследований военно-экономической деятельности США, сопоставительного анализа военных расходов США — СССР (1940−1995 гг.), НАТО — Варшавский договор, результатом которых явился прогноз соотношения сил сторон и последствий милитаризации советской экономики. Опубликовал служебный справочник по НАТО, который был распространен всем членам Верховного Совета РСФСР в 1992 году. Входил в авторскую группу западноевропейских ученых по оценке хода экономических реформ в России. Участвовал в переговорах российских парламентариев с представителями НАТО.
Был организатором ряда международных семинаров и конференций — в 1992 году «Конверсия и сотрудничество», в 1993 году «Финансовая стратегия экономических реформ в России» под эгидой Российского института стратегических исследований.